# Хюстън
Хюстън (на английски: Houston) е град в щата Тексас, САЩ. Той е окръжен център на окръг Харис. Към 2017 г. има население от 2 312 717 души, което го прави четвъртият най-населен град в страната. Това е най-големият град в Юга на САЩ. Разположен е югоизточната част на Тексас, близо до залива Галвестън и до Мексиканския залив.

## История
Основан е на 26 август 1836 г. от братята Август Чапман Алън и Джон Кърби Алън, които закупуват земя от Елизабет Парът, която получава земята от съпруга си. Те плащат общо 5000 долара, от които само 1000 в брой. Братята Алън пускат първата си реклама за Хюстан само четири дни по-късно в Telegraph and Texas Register, наименувайки града в чест на президента на Тексас Сам Хюстън. Те успешно лобират конгреса на Република Тексас да направи Хюстън временна столица, съгласявайки се да снабдят новото правителство с капитална сграда. Към началото на 1837 г. в града живеят около дузина души, но тази бройка нараства до 1500 души, когато конгресът на Тексас се събира в Хюстън за пръв път през май. На 5 юни 1837 г. Хюстън е инкорпориран, а за първи кмет е назначен Джеймс Холман. През същата година Хюстън става седалище на окръг Харис.
През 1839 г. Република Тексас премества столицата си в Остин. Градът претърпява друга спънка, когато същата година епидемия от жълта треска убива един на всеки осем жители. Въпреки това, той се установява като търговски център, образувайки симбиоза с пристнището Галвестън, намиращо се на брега на Мексиканския залив. Фермерите без излаз на море носят продукцията си в Хюстън, който се възползва от река Бъфало Бею за достъп до Галвестън и Мексиканския залив. Търговците в Хюстън печелят от продажбата на суровини на фермерите и от транспорт за фермерската продукция до Галвестън.
По-голямата част от робите в Тексас идват със собствениците си от по-старите робски щати. По-големите бройки обаче се набавят чрез търговията на роби у дома. И докато Ню Орлиънс е център на тази търговия на Юг, самите дилъри на роби са в Хюстън. Хиляди поробени негри живеят в околностите на града преди избухването гражданската война. Много от тях работят в захарните и памучните плантации, докато тези в границите на града имат домашни и занаятчийски работи. През 1840 г. общността основава камара на търговията, отчасти за да поощрява транспорта и навигацията през новосъздаденото пристанище на Бъфало Бею.
Към 1860 г. Хюстън израства като търговски и железопътен възел за износ на памук. Железопътни линии от вътрешността на Тексас се срещат при Хюстън, където се насочват към пристанищата на Галвестън и Бомонт. По време на гражданската война Хюстън служи като щаб-квартира на генерал Джон Магрудер, който използва града за точка на организиране в битката при Главистън. След войната бизнесмените на Хюстън предприемат усилия по разширяване на излаза на града на реки, така че градът да може да поддържа по-голяма търговия между централните си части и съседен Галвестън. Към 1890 г. Хюстън е вече железопътният център на Тексас.
През 1900 г., след като Галвистсън е опустошен от ураган, се ускоряват усилията по превръщането на Хюстън в дълбоководно пристанище. През следващата година е открито находище на петрол при Спиндълтоп близо до Бомонт, което дава начало на петролната промишленост в Тексас. През 1902 г. президентът Теодор Рузвелт одобрява план за развитие в размер на 1 милиона долара, с който да се прокара корабен канал до Хюстън. Към 1910 г. населението на града вече е достигнало 78 800 души, което е почти двойно увеличение спрямо предходното десетилетие. Негрите съставляват голям част от населението на града, наброявайки 23 929 души, което е почти една трета от населението на града.
Президентът Удроу Уилсън отваря дълбоководното пристанище на Хюстън през 1914 г., седем години след началото на строежа. Към 1930 г. Хюстън вече е най-населеният град в Тексас, а Харис е най-населеният окръг. През 1940 г. преброяването на населението сочи, че населението на Хюстън е представено от 77,5% бели хора и 22,4% негри.
Когато започва Втората световна война, товарният тонаж на пристанището намалява и транспортните услуги се преустановяват. Въпреки това, войната предоставя икономическа изгода за града. Петролните рафинерии и производствените цехове се построяват по дължина на плавателния канал, поради търсенето на петрол и гумени продукти от военната промишленост по време на войната. Летище Елингтън, построено през Първата световна война, се съживява като напреднал обучителен център за бомбардировачи и навигатори. Компанията Brown Shipbuilding е основана през 1942 г. за строителство на кораби за ВМС на САЩ по време на Втората световна война. Поради бума на работни места в сектора на отбраната, хиляди нови работници мигрират в града, както бели, така и негри, които се съревновават за по-доходоносни работи. Президентът Рузвелт установява политика на недескриминация за работещите във военната сфера и негрите получават някои възможности, особено при корабостроенето, макар не и без съпротивата на белите и нарастване на общественото напрежението, което понякога прераства и в насилие. Икономическите придобивки за негрите, които са заети във военната индустрия, продължават и в годините след войната.
През 1945 г. е основан Тексаският медицински център. След войната икономиката на Хюстън се задвижва от пристанищата. През 1948 г. градът анексира няколко неинкорпорирани зони, с което повече от удвоява размера си, и започва да се разпростира из района. През 1950 г. наличността на климатиците предоставя тласък на много компании да се преместят в Хюстън, където заплатите са по-ниски отколкото на север. Това води до икономически бум и ключова промяна на градската икономика към енергийния сектор.
Повишеното производство на разширената корабостроителна промишленост по време на Втората световна война ускорява растежа на Хюстън. За това допринася и основаването през 1961 г. на „Космически корабен център“ (преименуван през 1973 г. на „Космически център Линдън Б. Джонсън“) на НАСА. Това е стимул за развитието на космическата промишленост в града. Астродомът отваря през 1965 г. като първия в света закрит куполен спортен стадион.
В края на 1970-те години Хюстън претърпява бум на населението, когато хора от Ръждивия пояс започват масово да се местят в Тексас. Новите жители идват заради многобройните възможности за работи в петролната промишленост, създадени в резултат на Арабското петролно ембарго. С увеличаването на професионалните работни места Хюстън става дестинация за много хора с висше образование, включително и негри, идващи от северните райони. През 1977 г. хюстънци избират първия си чернокож кмет, Лий П. Браун.
През юни 2001 г. тропическата буря Алисън излива до 1000 mm дъжд над някои части от града, причинявайки най-лошото наводнение в историята на града. Бурята струва милиарди долари в щети и убива 20 души. През декември същата година хюстънската енергийна компания Enron рухва в най-големия банкрут в САЩ по това време в резултат от разследвания за укриване на данъци. Компанията губи не по-малко от 70 милиарда долара.

## Население
Към 2017 г. населението на Хюстън е оценено на 2 312 717 души. Етнически и културно, Хюстън е един от най-разнообразните метрополни региони в страна. Мултикултурализмът му, задвижван от големи вълни имигранти, се дължи на относително ниската издръжка на живот, силен пазар на работните места, близост до Латинска Америка и роля на възел за заселване на бежанци. Поне 145 езика се говорят от жителите на града. Метрополната зона на Хюстън е една от най-младите в САЩ, като средната възраст там е 33,5 години към 2014 г. Младостта на града се приписва на прилива от латиноамерикански и азиатски имигранти в Тексас. Към 2017 г. е изчислено, че около 600 000 недокументирани имигранти живеят в района на Хюстън, което представлява почти 9% от населението на метрополния район.
| Расов състав       | 2010  | 2000  | 1990  | 1970  |
| ------------------ | ----- | ----- | ----- | ----- |
| Бели               | 50,5% | 49,3% | 52,7% | 73,4% |
| —без бели латиноси | 25,6% | 30,8% | 40,6% | 62,4% |
| Негри              | 23,7% | 25,3% | 28,1% | 25,7% |
| Латиноси           | 43,7% | 37,4% | 27,6% | 11,3% |
| Азиатци            | 6,0%  | 5,3%  | 4,1%  | 0,4%  |

| 1850      | 1860      | 1870      | 1880      | 1890    | 1900      | 1910      |
| --------- | --------- | --------- | --------- | ------- | --------- | --------- |
| 2396      | 4845      | 9382      | 16 513    | 27 557  | 44 633    | 78 800    |
| 1920      | 1930      | 1940      | 1950      | 1960    | 1970      | 1980      |
| 138 276   | 292 352   | 384 514   | 596 163   | 938 219 | 1 232 802 | 1 595 138 |
| 1990      | 2000      | 2010      | 2017      |         |           |           |
| 1 630 553 | 1 953 631 | 2 100 263 | 2 312 717 |         |           |           |

## Климат
Климатът на града е влажен субтропичен. Лятото е горещо, дълго и влажно, а зимата е мека. Преобладаващите ветрове са юг и югоизток през по-голямата част от годината и носят топлина и влага от Мексиканския залив. През лятото температурите често надвишават 32 °C, а тази температура се достига средно 106 дни в годината. Измерими снеговалежи са възниквали общо 38 пъти между 1895 и 2018 г.
| Климатични данни за Хюстън            | Климатични данни за Хюстън | Климатични данни за Хюстън | Климатични данни за Хюстън | Климатични данни за Хюстън | Климатични данни за Хюстън | Климатични данни за Хюстън | Климатични данни за Хюстън | Климатични данни за Хюстън | Климатични данни за Хюстън | Климатични данни за Хюстън | Климатични данни за Хюстън | Климатични данни за Хюстън | Климатични данни за Хюстън |
| Месеци                                | яну.                       | фев.                       | март                       | апр.                       | май                        | юни                        | юли                        | авг.                       | сеп.                       | окт.                       | ное.                       | дек.                       | Годишно                    |
| Абсолютни максимални температури (°C) | 29                         | 33                         | 36                         | 35                         | 37                         | 42                         | 41                         | 43                         | 43                         | 37                         | 32                         | 29                         | 43                         |
| Средни максимални температури (°C)    | 17,2                       | 19,1                       | 22,8                       | 26,4                       | 30,2                       | 33                         | 34,3                       | 34,7                       | 32,1                       | 27,8                       | 22,5                       | 17,9                       | 26,5                       |
| Средни температури (°C)               | 11,7                       | 13,6                       | 17,1                       | 20,8                       | 24,9                       | 28                         | 29,1                       | 29,2                       | 26,6                       | 21,9                       | 16,8                       | 12,4                       | 21,1                       |
| Средни минимални температури (°C)     | 6,2                        | 8,1                        | 11,4                       | 15,2                       | 19,8                       | 23,1                       | 23,9                       | 23,8                       | 21                         | 16,1                       | 11,2                       | 7                          | 15,6                       |
| Абсолютни минимални температури (°C)  | −15                        | −14                        | −6                         | −1                         | 6                          | 11                         | 17                         | 12                         | 7                          | −2                         | −7                         | −14                        | −15                        |
| Средни месечни валежи (mm)            | 85,9                       | 81,3                       | 86,6                       | 84,1                       | 129,3                      | 150,6                      | 96,3                       | 95,5                       | 104,6                      | 144,8                      | 110,2                      | 95                         | 1264                       |
| Средно количество слънчеви часове     | 143.4                      | 155.0                      | 192.5                      | 209.8                      | 249.2                      | 281.3                      | 293.9                      | 270.5                      | 236.5                      | 228.8                      | 168.3                      | 148.7                      | 2578                       |
| ------------------------------------- | -------------------------- | -------------------------- | -------------------------- | -------------------------- | -------------------------- | -------------------------- | -------------------------- | -------------------------- | -------------------------- | -------------------------- | -------------------------- | -------------------------- | -------------------------- |
| Източник: NOAA                        |                            |                            |                            |                            |                            |                            |                            |                            |                            |                            |                            |                            |                            |

## Икономика
Хюстън е световноизвестен с енергийната си промишленост, особено за петрол и природен газ, както и с биомедицината и аеронавтиката си. Расте дялът на възобновяемите източници – вятърни и слънчеви. Районът на Хюстън е главният пазар на САЩ за износ, задминавайки Ню Йорк през 2013 г., според данни на департамента по международна търговска администрация на САЩ. Петролните продукти, химикали и оборудването за добив на петрол и газ представляват грубо две трети от износа на метрополния регион. Главните дестинации за износ са Мексико, Канада и Бразилия.
Хюстън е водещ център за строеж на нефтодобивно оборудване. Голяма част от успеха му като нефтохимичен комплекс се дължи на натоварения му плавателен канал. Пристанището на града се нарежда на първо място в САЩ по международна търговия и на десето място сред световните пристанища. За разлика от повечето места, високите цени на петрола и природния газ са ползотворни за икономиката на Хюстън, тъй като голяма част от жителите му работят в енергийната промишленост.
Само 27 държави по света (с изключение на САЩ) имат БВП, по-голям от БВП на региона на Хюстън (478 милиарда долара).

## Побратимени градове
Хюстън има 17 партньорски града:
- Абу Даби, ОАЕ
- Баку, Азербайджан
- Чиба, Япония
- Гремпиън, Абърдийн, Шотландия
- Гуаякил, Еквадор
- Уелва, Испания
- Истанбул, Турция
- Карачи, Пакистан
- Лайпциг, Германия
- Луанда, Ангола
- Ница, Франция
- Пърт, Австралия от 1984 г.
- Шънджън, Китай
- Ставангер, Норвегия
- Тайпе, Тайван
- Тампико, Мексико
- Тюмен, Русия

## Известни личности
Родени в Хюстън
- Камилионер (р.1979), рапър
- Бионсе Ноулс (р.1981), поп певица
- Хилари Дъф (р.1987), поп певица
- Стерлинг Найт (p.1989), актьор

Починали в Хюстън
- Густаво Алатристе (1922 – 2006), мексикански продуцент
- Рони Джеймс Дио (1947 – 2010), музикант